# Aléxandros Tziólis
Aléxandros Tziólis (en grec moderne : Αλέξανδρος Τζιόλης), né le 13 février 1985 à Kateríni, est un footballeur international grec. Il évolue au poste de milieu de terrain.

## Carrière

### En club
Le 8 janvier 2009, Aléxandros Tziólis est prêté avec option d'achat au club allemand du Werder Brême, face auquel il avait disputé une double confrontation quelques mois auparavant en Ligue des champions. Après six mois, le Werder pourra s'il le souhaite lever l'option, pour 1.6 M€.
Le 29 janvier 2010, il est transféré en Série A à l'AC Sienne. En août, il est à nouveau prêté mais cette fois en Espagne au Racing Santander.
Le 31 janvier 2012, il signe pour trois ans et demi avec l'AS Monaco. Mais après seulement trois matchs joués en six mois, il est finalement prêté à l'APOEL Nicosie le 31 août 2012.
L'année suivante, il n'est une nouvelle fois pas conservé par l'ASM et rejoint librement le PAOK Salonique. En janvier 2014, il est prêté au club turc de Kayserispor.
Le 30 janvier 2017, il rejoint Hearts.

### En sélection
Il a fait ses débuts en sélection grecque le 21 janvier 2006 lors d'un match amical contre la Corée du Sud. Il a participé à l'Euro 2008 et à la Coupe du monde 2010.
Présent dans la préliste de 25 pour l'Euro 2012, il est finalement exclu de la liste définitive en compagnie de Panayótis Koné et manquera donc la compétition internationale après avoir été retenu pour les deux précédentes disputées par la Grèce, payant ainsi son faible temps de jeu en club.

## Statistiques détaillées

### En club
| Clubs            | Saison         | Championnat    | Championnat | Championnat | Coupe nationale | Coupe nationale | Coupe d'Europe | Coupe d'Europe | Coupe d'Europe | Total  | Total |
| Clubs            | Saison         | Division       | Matchs      | Buts        | Matchs          | Buts            | Type           | Matchs         | Buts           | Matchs | Buts  |
| ---------------- | -------------- | -------------- | ----------- | ----------- | --------------- | --------------- | -------------- | -------------- | -------------- | ------ | ----- |
| Panionios        | 2002/2003      | D1             | 14          | 0           | -               | -               | -              | -              | -              | 14     | 0     |
| Panionios        | 2003/2004      | D1             | 20          | 3           | -               | -               | C3             | 1              | 0              | 21     | 3     |
| Panionios        | 2004/2005      | D1             | 27          | 0           | -               | -               | C3             | 4              | 0              | 31     | 0     |
| Panathinaïkos    | 2005/2006      | D1             | 21          | 1           | -               | -               | C1             | 4              | 0              | 25     | 1     |
| Panathinaïkos    | 2006/2007      | D1             | 24          | 2           | -               | -               | C3             | 7              | 0              | 31     | 2     |
| Panathinaïkos    | 2007/2008      | D1             | 27          | 2           | -               | -               | C3             | 8              | 0              | 35     | 2     |
| Panathinaïkos    | 2008/2009      | D1             | 10          | 0           | 1               | 0               | C1             | 5              | 1              | 15     | 1     |
| Werder Brême     | 2008/2009      | D1             | 15          | 1           | 4               | 0               | C3             | 8              | 0              | 27     | 1     |
| Panathinaïkos    | 2009/2010      | D1             | 2           | 0           | 1               | 0               | -              | -              | -              | 3      | 0     |
| AC Sienne        | 2009/2010      | D1             | 13          | 0           | -               | -               | -              | -              | -              | 13     | 0     |
| Racing Santander | 2010/2011      | D1             | 10          | 0           | -               | -               | -              | -              | -              | 10     | 0     |
| Racing Santander | 2011/2012      | D1             | 12          | 0           | 2               | 0               | -              | -              | -              | 14     | 0     |
| AS Monaco        | 2011/2012      | L2             | 3           | 0           | 0               | 0               | -              | -              | -              | 3      | 0     |
| APOEL Nicosie    | 2012/2013      | D1             | 30          | 0           | 2               | 0               | -              | -              | -              | 32     | 0     |
| PAOK Salonique   | 2013/2014      | D1             | 19          | 1           | 1               | 0               | C1+C3          | 10             | 0              | 30     | 1     |
| Kayserispor      | 2013/2014      | D1             | 0           | 0           | 0               | 0               | -              | -              | -              | 0      | 0     |
| Total Carrière   | Total Carrière | Total Carrière | 247         | 10          | 11              | 0               |                | 47             | 1              | 304    | 11    |

Mis à jour le 2 février 2014

### En sélection nationale
| Sélection | Année | Statistiques | Statistiques |
| Sélection | Année | Matchs       | Buts         |
| --------- | ----- | ------------ | ------------ |
| Grèce A   | 2006  | 2            | 0            |
| Grèce A   | 2007  | 3            | 0            |
| Grèce A   | 2008  | 5            | 0            |
| Grèce A   | 2009  | 6            | 0            |
| Grèce A   | 2010  | 8            | 0            |
| Grèce A   | 2011  | 7            | 1            |
| Grèce A   | 2012  | 7            | 0            |
| Grèce A   | 2013  | 8            | 0            |
| Grèce A   | Total | 45           | 1            |

Mis à jour le 2 février 2014

#### But international
| Buts | Date        | Lieu     | Adversaire | Score | Résultat | Compétition  |
| ---- | ----------- | -------- | ---------- | ----- | -------- | ------------ |
| 1.   | 7 juin 2011 | New York | Équateur   | 0-1   | 1-1      | Match amical |

## Palmarès

### En club
| - Panathinaïkos - Coupe de Grèce - Finaliste : 2007 |  | - Werder Brême - Coupe d'Allemagne - Vainqueur : 2009 - Coupe UEFA - Finaliste : 2009 |  | - APOEL Nicosie - Championnat de Chypre - Vainqueur : 2013 |

### Distinction personnelle
- Meilleur jeune joueur grec : 2004